# Tucholski
Tucholski là một huyện thuộc tỉnh Kujawsko-Pomorskie của Ba Lan. Huyện có diện tích 1075 km². Đến ngày 1 tháng 1 năm 2011, dân số của huyện là 47687 người và mật độ 44 người/km².